# NGC 3823
NGC 3823 este o galaxie situată în constelația Cupa. A fost descoperită în 7 mai 1836 de către John Herschel.